# 李登輝之友會
李登輝之友會，是台灣的一個社團法人，與日本李登輝之友會有密切交流。
2010年3月13日，彭百顯與蔡焜燦秉持李登輝的想法，成立李登輝民主協會；李登輝之友會則是2年未召開會員大會，違反《人民團體法》規定，被中華民國內政部撤銷立案。

## 分佈情況
- 日本李登輝之友會，是日本的一個國際交流團體，成立於2002年，目的是為了強化台日關係和支持台灣獨立。本部位於東京都，在全日本各地設有25個支部。另外在台北市和洛杉磯則分別設有事務所和海外支部。
- 我是香港人連線的關係夥伴是香港李登輝之友會，倡導學習前中華民國總統李登輝的思想，其登記地址為粉嶺雍盛苑雍華閣一住宅單位。
- 台北市李登輝之友會
- 新北市李登輝之友會
- 高雄市李登輝之友會
- 屏東縣李登輝之友會
- 李登輝民主協會

## 相關人物及組織

### 日本東京
- 阿川弘之（日本李登輝之友會首任會長、名譽會長）
- 柚原正敬（日本李登輝之友會事務局局長）

### 台灣
- 城仲模，曾任司法院副院長
- 林志昇
- 廖本煙，李登輝學校國政班第一期結業，曾任新北市李登輝之友會理事長，現任民主進步黨中央執行委員兼立法院最高顧問
- 彭百顯
- 蔡焜燦
- 鄧芬慧，成員李登輝之友會全國總會編輯等
- 劉寬平，台灣李登輝之友會全國總會委員
- 趙天麟，民主進步黨籍，高雄市李登輝之友會副總幹事，現任立法委員兼民主進步黨高雄市黨部第六屆主委
- 羅志明，曾任高雄市李登輝之友會理事長
- 黃昭展，曾任屏東縣李登輝之友會常務監事

### 香港
- 我是香港人連線